# Икумений Триккский
Епископ Икумений (Экумений, греч. Οικουμένιος) — епископ Трикки в Фессалии, богослов. Первоначально считалось, что он писал около 990 года. Вопрос о личности Икумения остается дискуссионным: его отождествляют (в т.ч. и архиепископ Филарет (Гумилевский)) c Икумением - автором Комментариев на Апокалипсис. Ученые датировали Комментарий Икумения концом VI — началом VII века.
От него остались толкования на послания апостола Павла и соборные на книгу Деяний и на Апокалипсис. Как экзегет Икумений следует главным образом св. Иоанну Златоусту и другим святым отцам, нередко включая в свои труды обширные цитаты из их писаний. Комментарии Икумения можно отнести к разряду катен (свод толкований нескольких святых отцов).
Согласно Сиксту Сиенскому, он написал комментарий к первым 8-ми книгам Ветхого Завета, однако этот труд не сохранился.